# فری‌رایس
فری‌رایس (به انگلیسی: Freerice) یا برنج رایگان، یک وبگاه آموزشی است که در آن کاربران در یک بازی به سوالات چندگزینه‌ای پاسخ میدهند تا با گرسنگی جهانی مبارزه کنند. برای هر سوالی که کاربر به درستی پاسخ می‌دهد، ده دانه برنج برای کمک به کسانی که از گرسنگی رنج می‌برند، در نظر گرفته می‌شود. این وبگاه توسط برنامه جهانی غذا سازمان ملل متحد اداره میشود.